# 평화박물관

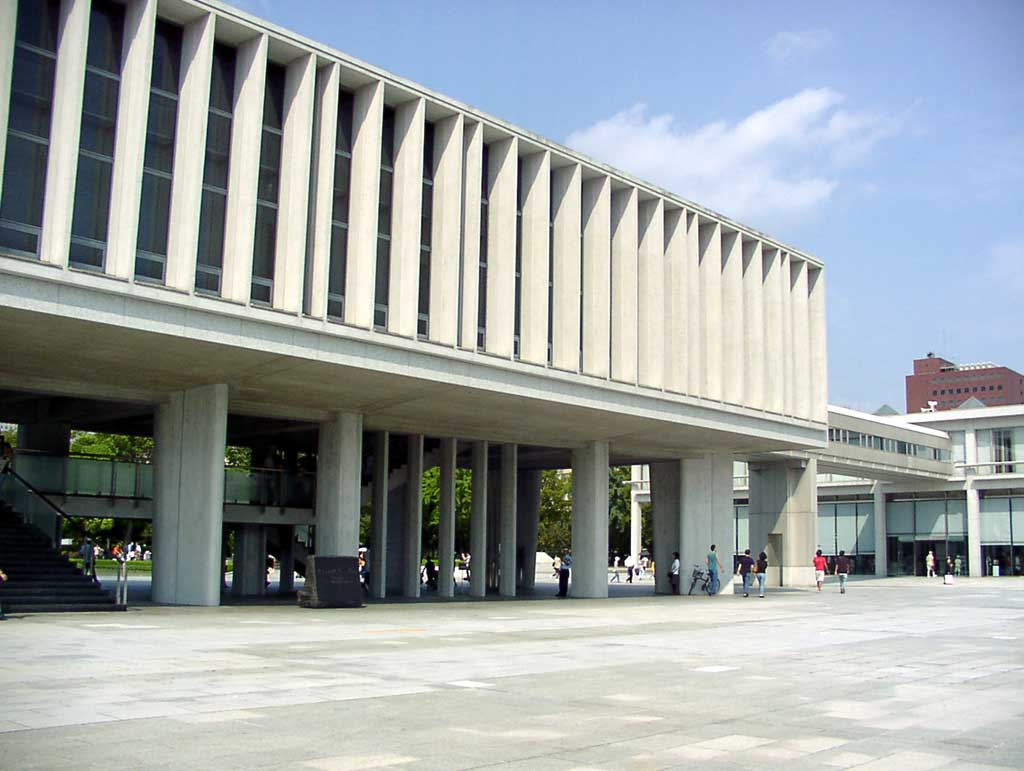

평화박물관(平和博物館)은 평화를 테마로 한 박물관이다.

## 목록

### 대한민국
- 제주전쟁역사평화박물관
- 평화박물관 (서울)
- 자유수호평화박물관
- 평화박물관건립추진위원회

### 조선민주주의인민공화국
- 조선민주주의인민공화국 평화박물관